# Thlaspida biramosa
Thlaspida biramosa  (лат.) — вид жуков щитоносок (Cassidini) из семейства листоедов.
Юго-Восточная Азия: Бирма, Вьетнам, Индия, Китай, Корея, Лаос, Малайзия, Суматра, Таиланд, Тайвань. Растительноядная группа, питаются растениями различных видов, в том числе, Callicarpa sp., Callicarpa japonica, Callicarpa mollis; Callicarpa formosana (Verbenaceae)
.